# بخش ارویکا
بخش ارویکا (به سوئدی: Arvika kommun) یک ناحیه شهری در سوئد است که در شهرستان ورملاند واقع شده‌است.